# Лодай
Лодай (англ. Lodi) — місто (англ. city) в США, в окрузі Сан-Хоакін штату Каліфорнія. Населення — 66 348 осіб (2020).
Відомий центр виробництва каліфорнійського вина. Район Лодай, раніше відомий сортом винограду Цінфандел, а тепер, завдяки одному з 
найвідоміших виноробів США, підприємцю Роберту Мондаві, що здобув світову славу під назвою «Вудбрідж» (Woodbridge). Тут виробляється недороге, але якісне вино.

## Географія
Лодай розташований за координатами 38°7′18″ пн. ш. 121°17′27″ зх. д. / 38.12167° пн. ш. 121.29083° зх. д. (38.121610, -121.290765).  За даними Бюро перепису населення США в 2010 році місто мало площу 35,80 км², з яких 35,25 км² — суходіл та 0,55 км² — водойми.

### Клімат
| Клімат : Лодай                                                               | Клімат : Лодай | Клімат : Лодай | Клімат : Лодай | Клімат : Лодай | Клімат : Лодай | Клімат : Лодай | Клімат : Лодай | Клімат : Лодай | Клімат : Лодай | Клімат : Лодай | Клімат : Лодай | Клімат : Лодай | Клімат : Лодай |
| Показник                                                                     | Січ.           | Лют.           | Бер.           | Квіт.          | Трав.          | Черв.          | Лип.           | Серп.          | Вер.           | Жовт.          | Лист.          | Груд.          | Рік            |
| Абсолютний максимум, °C                                                      | 22,2           | 27,8           | 30,6           | 35,6           | 40,0           | 43,9           | 43,3           | 42,8           | 42,2           | 38,3           | 30,6           | 24,4           | 43,9           |
| Середній максимум, °C                                                        | 12,8           | 16,7           | 19,4           | 23,3           | 27,2           | 30,6           | 32,8           | 32,2           | 30,6           | 26,1           | 17,8           | 12,8           | 23,3           |
| Середній мінімум, °C                                                         | 2,8            | 4,4            | 6,1            | 7,2            | 10,0           | 12,2           | 13,9           | 13,3           | 11,7           | 8,9            | 5,0            | 2,2            | 8,3            |
| Абсолютний мінімум, °C                                                       | −11,7          | −7,8           | −5,6           | −2,2           | 0,0            | 2,8            | 4,4            | 4,4            | 1,1            | −1,7           | −5,6           | −10,6          | −11,7          |
| Днів з дощем                                                                 | 10             | 9              | 9              | 6              | 3              | 1              | 0              | 0              | 1              | 3              | 7              | 9              | 59             |
| ---------------------------------------------------------------------------- | -------------- | -------------- | -------------- | -------------- | -------------- | -------------- | -------------- | -------------- | -------------- | -------------- | -------------- | -------------- | -------------- |
| Джерело: http://www.weather.com/weather/wxclimatology/monthly/graph/USCA0623 |                |                |                |                |                |                |                |                |                |                |                |                |                |

## Демографія
Згідно з переписом 2010 року, у місті мешкали 62 134 особи в 22 097 домогосподарствах у складі 15 258 родин. Густота населення становила 1735 осіб/км².  Було 23792 помешкання (664/км²).
Расовий склад населення:
| - 68,7 % — білих - 6,9 % — азіатів - 0,9 % — корінних американців - 0,8 % — чорних або афроамериканців - 0,2 % — вихідців з тихоокеанських островів - 18,0 % — осіб інших рас |

До двох чи більше рас належало 4,6 %. Частка іспаномовних становила 36,4 % від усіх жителів.
За віковим діапазоном населення розподілялося таким чином: 27,8 % — особи молодші 18 років, 58,7 % — особи у віці 18—64 років, 13,5 % — особи у віці 65 років та старші. Медіана віку мешканця становила 34,3 року. На 100 осіб жіночої статі у місті припадало 95,5 чоловіків;  на 100 жінок у віці від 18 років та старших — 92,1 чоловіків також старших 18 років.
Середній дохід на одне домашнє господарство  становив 66 193 долари США (медіана — 49 316), а середній дохід на одну сім'ю — 74 396 доларів (медіана — 55 529). Медіана доходів становила 47 046 доларів для чоловіків та 39 413 долари для жінок. За межею бідності перебувало 17,4 % осіб, у тому числі 23,2 % дітей у віці до 18 років та 8,5 % осіб у віці 65 років та старших.
Цивільне працевлаштоване населення становило 26 382 особи. Основні галузі зайнятості: освіта, охорона здоров'я та соціальна допомога — 21,9 %, роздрібна торгівля — 10,4 %, виробництво — 9,6 %, мистецтво, розваги та відпочинок — 9,1 %.

## Відомі уродженці та жителі
- Білл Картрайт — американський баскетболіст та баскетбольний тренер, п'ятикратний чемпіон США в обох амплуа — тричі як гравець та двічі як тренер.

## Поп-культура
Місто згадується в однойменній пісні Джона Фогерті, яку виконувала група Creedence Clearwater Revival та багато інших.
Вступна сцена з фільму «Холоднокровний Люк», де герой Пола Ньюмана зрізав паркомати, була знята в Лоді.

## Міста-побратими
- Кофу, Японія[6]
- Лоді, Італія